# Episodi di Markus Merthin, medico delle donne (seconda stagione)
La seconda stagione della serie televisiva Markus Merthin, medico delle donne è stata trasmessa in anteprima in Germania dalla ZDF tra il 1º gennaio 1997 e il 2 settembre 1997.
| nº | Titolo originale           | Titolo italiano | Prima TV Germania | Prima TV Italia |
| -- | -------------------------- | --------------- | ----------------- | --------------- |
| 1  | Träume                     |                 | 1º gennaio 1997   |                 |
| 2  | Jockel                     |                 | 7 gennaio 1997    |                 |
| 3  | Notfall                    |                 | 14 gennaio 1997   |                 |
| 4  | Neue Hoffnung              |                 | 21 gennaio 1997   |                 |
| 5  | Die Amerikanerin           |                 | 28 gennaio 1997   |                 |
| 6  | Hochzeit                   |                 | 4 febbraio 1997   |                 |
| 7  | Glaube, Liebe - Hoffnung?  |                 | 11 febbraio 1997  |                 |
| 8  | Unverträglichkeiten        |                 | 18 febbraio 1997  |                 |
| 9  | Schatten der Vergangenheit |                 | 25 febbraio 1997  |                 |
| 10 | Neubeginn                  |                 | 4 marzo 1997      |                 |
| 11 | Das Ende einer Safari      |                 | 11 marzo 1997     |                 |
| 12 | Langfingers Baby           |                 | 18 marzo 1997     |                 |
| 13 | Gott nimmt, Gott gibt      |                 | 25 marzo 1997     |                 |
| 14 | Liebe, längst vergessen    |                 | 1º aprile 1997    |                 |
| 15 | Die Duftnase               |                 | 8 aprile 1997     |                 |
| 16 | Der Unfall                 |                 | 15 aprile 1997    |                 |
| 17 | Die Geburt                 |                 | 22 aprile 1997    |                 |
| 18 | Besuch bei Alois           |                 | 29 aprile 1997    |                 |
| 19 | Heimkehr der Tochter       |                 | 6 maggio 1997     |                 |
| 20 | Wollwurst                  |                 | 13 maggio 1997    |                 |
| 21 | Nach der Fete              |                 | 20 maggio 1997    |                 |
| 22 | Verwechslung               |                 | 27 maggio 1997    |                 |
| 23 | Gut beraten                |                 | 3 giugno 1997     |                 |
| 24 | Was gestern war            |                 | 10 giugno 1997    |                 |
| 25 | Die neue Praxis            |                 | 17 giugno 1997    |                 |
| 26 | Diagnose: Positiv          |                 | 24 giugno 1997    |                 |
| 27 | Die Krise                  |                 | 1º luglio 1997    |                 |
| 28 | Eine Entscheidung          |                 | 8 luglio 1997     |                 |
| 29 | Freunde                    |                 | 15 luglio 1997    |                 |
| 30 | Ohr auf Bohnen             |                 | 29 luglio 1997    |                 |
| 31 | Kirchenasyl                |                 | 5 agosto 1997     |                 |
| 32 | Das Wunschkind             |                 | 19 agosto 1997    |                 |
| 33 | Unschuld                   |                 | 26 agosto 1997    |                 |
| 34 | Noch einmal leben          |                 | 2 settembre 1997  |                 |